# Hemileia holarrhenae
Hemileia holarrhenae är en svampart som beskrevs av Syd. & P. Syd. 1914. Hemileia holarrhenae ingår i släktet Hemileia, ordningen Pucciniales, klassen Pucciniomycetes, divisionen basidiesvampar och riket svampar.   Inga underarter finns listade i Catalogue of Life.